# ألفارو بينتو
ألفارو بينتو هو مبارز بالسيف برتغالي، ولد في 4 أبريل 1907، وتوفي في 1956.

## وصلات خارجية
- ألفارو بينتو على موقع أوليمبيديا (الإنجليزية)